# Genc Nuza
Genc Nuza (Pristina, 21 april 1989) is een Kosovaars voetbalscheidsrechter. Hij is in dienst van FIFA en UEFA sinds 2017. Ook leidt hij sinds 2011 wedstrijden in de Superliga.
Op 6 juli 2017 leidde Nuza zijn eerste wedstrijd in Europees verband tijdens een wedstrijd tussen Folgore/Falciano en Valletta in de eerste voorronde van de UEFA Europa League; het eindigde in 0–1 en de Kosovaar gaf zesmaal een gele kaart. Zijn eerste interland floot hij op 27 maart 2017, toen Turkije met 3–1 won van Moldavië. Emre Mor, Ahmet Çalık en Cengiz Ünder scoorden voor Turkije en Radu Gînsari namens Moldavië. Tijdens deze wedstrijd toonde Nuza aan één Turk en twee Kosovaren een gele kaart.

## Interlands
| Datum            | Plaats              | Wedstrijd              | Uitslag | Competitie           | Kreeg geel | Kreeg voor de tweede keer geel en dus rood | Weggestuurd |
| ---------------- | ------------------- | ---------------------- | ------- | -------------------- | ---------- | ------------------------------------------ | ----------- |
| 27 maart 2017    | Eskişehir, Turkije  | Turkije – Moldavië     | 3 – 1   | Vriendschappelijk    | 8          | 0                                          | 0           |
| 12 november 2017 | Attard, Malta       | Malta – Estland        | 0 – 3   | Vriendschappelijk    | 5          | 0                                          | 0           |
| 27 maart 2018    | Beauvais, Frankrijk | Ivoorkust – Moldavië   | 2 – 1   | Vriendschappelijk    | 2          | 0                                          | 0           |
| 10 oktober 2018  | Elbasan, Albanië    | Albanië – Jordanië     | 0 – 0   | Vriendschappelijk    | 6          | 0                                          | 0           |
| 20 november 2018 | Antalya, Turkije    | Turkije – Oekraïne     | 0 – 0   | Vriendschappelijk    | 4          | 0                                          | 0           |
| 27 mei 2021      | Alanya, Turkije     | Turkije – Azerbeidzjan | 2 – 1   | Vriendschappelijk    | 2          | 0                                          | 0           |
| 16 november 2022 | Tirana, Albanië     | Albanië – Italië       | 1 – 3   | Vriendschappelijk    | 4          | 0                                          | 0           |
| 19 juni 2023     | Helsinki, Finland   | Finland – San Marino   | 6 – 0   | EK 2024 kwalificatie | 1          | 0                                          | 0           |

Laatst bijgewerkt op 20 juni 2023.